# フソウ
株式会社フソウ（英: FUSO Corporation）は、水に関する綜合企業である。上下水道等の各種水処理施設および屋内給排水、衛生等の各種設備の設計・施工、水処理用機械の製造並びに上下水道用資材の仕入販売などを行っている。
2015年1月に扶桑建設工業から株式会社フソウに社名変更。

## 事業所
本社
〒104-0033 東京都中央区新川一丁目23番5号
東京支社
〒104-0033 東京都中央区新川一丁目23番5号
大阪支社
〒550-0005 大阪府大阪市西区西本町一丁目3番10号 第五富士ビル6F
四国支社
〒760-8551 香川県高松市番町二丁目16番3号
仙台支店
〒980-0811 宮城県仙台市青葉区一番町四丁目7番17号 小田急ビル3F
名古屋支店
〒454-0007 愛知県名古屋市中川区広住町5番22号
神戸支店
〒651-0096 兵庫県神戸市中央区雲井通4丁目番2番2号 マークラー神戸ビル10F
中国支店
〒730-0041 広島県広島市中区小町3番25号 住金物産広島ビル3F
九州支店
〒812-0013 福岡県福岡市博多区博多駅前二丁目19番24号 大博センタービル6F
鋼管工場
〒761-8031 香川県高松市郷東町796番地1
水処理研究所
〒761-8031 香川県高松市郷東町792番地105
上記事業所の傘下には営業所を置いており、北海道、甲信越地方を除く全国に拠点がある。支店名は仙台支店、名古屋支店、大阪支社が都市名、中国支店と九州支店が地域名となっている。

## 沿革
- 1946年8月 - 香川県丸亀市にて創立。
- 1960年10月 - 大阪支店開設。
- 1961年5月 - 中国支店開設。
- 1963年4月 - 九州支店開設。
- 1968年11月 - 東京支店開設。
- 1970年12月 - 鋼管工場完成。異形管、水管橋の生産開始。
- 1975年9月 - 仙台支店開設。
- 1977年4月 - 水処理研究所完成。
- 1978年5月 - 機械工場完成。水処理機械の生産開始。
- 1980年12月 - 東京本社開設。
- 1994年5月 - 高松本店が新社屋へ移転。
- 2003年5月 - 膜洗浄施設完成。
- 2008年10月 - 名古屋支店開設。
- 2010年12月 - 大阪支社に変更。
- 2012年9月 - 新鋼管工場完成。
- 2013年11月 - 神戸支店開設。
- 2014年8月 - 資本金を30億円に増資。
- 2015年1月5日 - 株式会社フソウに社名変更。

## 子会社・関連会社
- 扶桑建材工業株式会社